# 38250 Тартуа
38250 Тартуа (38250 Tartois) — астероїд головного поясу, відкритий 31 серпня 1999 року.
Тіссеранів параметр щодо Юпітера — 3,174.